# Kotiteollisuus

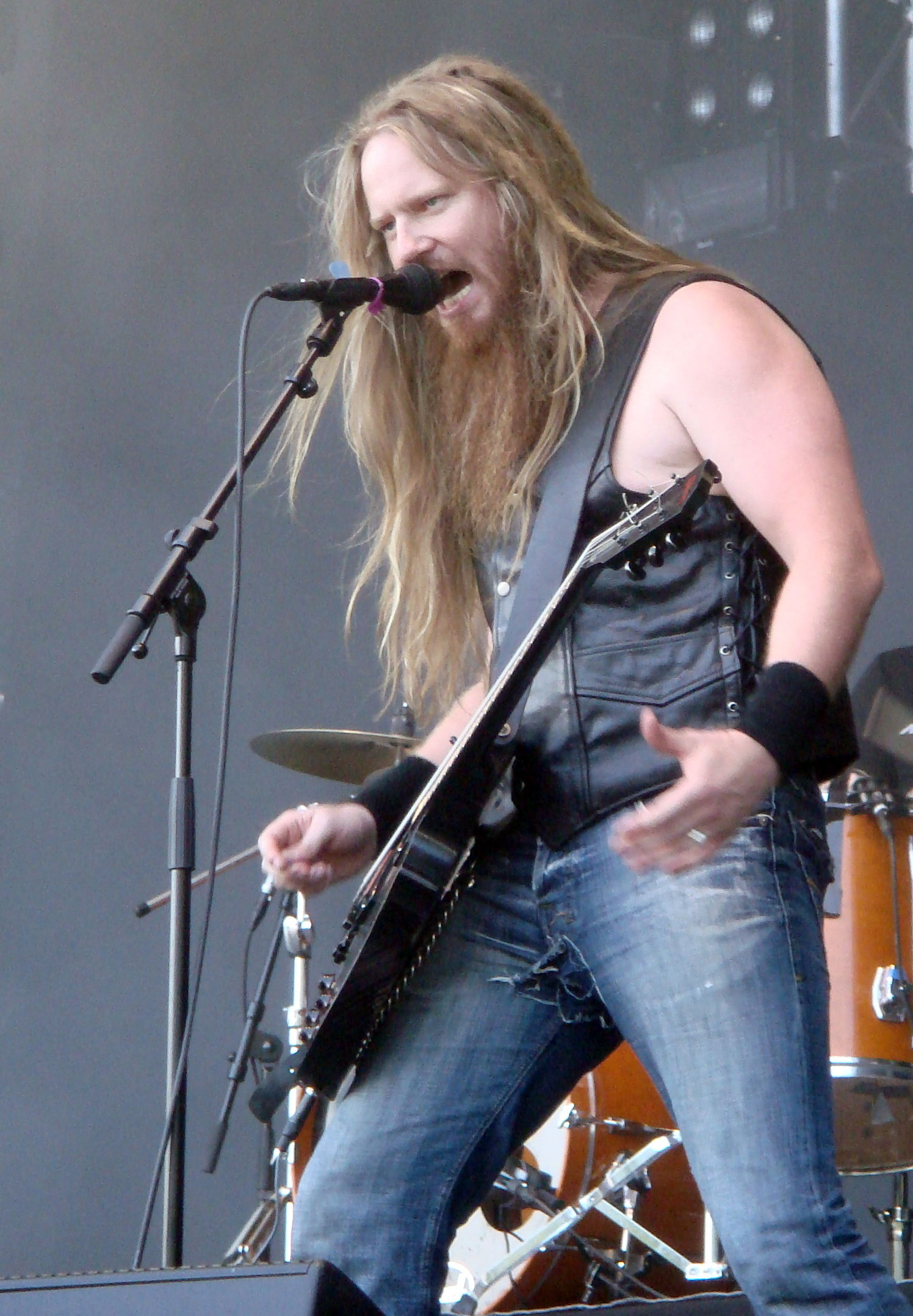
Jouni Hynynen

Kotiteollisuus – fiński zespół metalowy, założony w 1991 roku.

## Muzycy

### Obecni
- Jouni Hynynen (wokal, gitara elektryczna)
- Janne Hongisto (gitara basowa)
- Jari Sinkkonen (perkusja)

### Byli
- Aki Virtanen (gitara elektryczna)
- Marko Annala (gitara elektryczna)
- Tuomas Holopainen (keyboard)

## Dyskografia

### Albumy
- Hullu ukko ja kotiteollisuus (1996)
- Aamen (1998)
- Eevan perintö (1999)
- Tomusta ja tuhkasta (2000)
- Kuolleen kukan nimi (2002)
- Helvetistä itään (2003)
- 7 (2005)
- Iankaikkinen (2006)
- Sotakoira (2008)
- Ukonhauta (2009)
- Kotiteollisuus (2011)

### Single
- Noitavasara (promo) (1996)
- Kuulohavaintoja (1997)
- Routa ei lopu (1998)
- Juoksu (1998)
- Eevan perintö (1999)
- Jos sanon (2000)
- Kädessäni (2000)
- Yksinpuhelu (2001)
- Rakastaa/ei rakasta (2002)
- Vuonna yksi ja kaksi (2002)
- ±0 (2002)
- Routa ei lopu (on ilmoja pidelly) (2003)
- Helvetistä itään (2003)
- Minä olen (2003)
- Tämän taivaan alla (2004)
- Kultalusikka (2004)
- Vieraan sanomaa (2005)
- Kaihola (2005)
- Arkunnaula (2006)
- Vapaus johtaa kansaa (feat. CMX & 51Koodia) (2006)
- Tuonelan koivut (2007)
- Kummitusjuna (2007)
- Sotakoira (2008)
- Kuollut Kävelee (2009)

### Kompilacje
- Murheen Mailla 1996–2007 (2007)
- Murheen mailla singlet 1996–2007 (2007)

### DVD
- Kotiteollisuus DVD (2005)
- Tuuliajolla 2006 (2006)
- Itärintama (2010)